# Yomeiro-Choice
Yomeiro-Choice (jap. ヨメイロちょいす, Yomeiro Choisu, dt. „Brautfarbwahl“) ist ein Manga von Tenkla.

## Handlung
Der 15-jährige Saku Sakuraga hat Schwierigkeiten im Umgang mit Mädchen und weist jegliche Avancen zurück, was unter anderem an seiner nörgelnden Sandkastenfreundin Karin liegt. Eines Tages erfährt Saku, dass seine Cousine Kuran bei ihm leben wird.
Im Fortgang der Handlung erscheinen dann vier Mädchen aus der Zukunft in Sakus Gegenwart. Das erste ist Kiiro, die sich als Tochter von Saku und Karin vorstellt und ihm sagt, dass er zu seinem und Karins Unglauben ein Mädchenschwarm ist. Sie ist überzeugt davon, dass sie aus der Realität verschwinden wird, wenn Saku und Karin nicht heiraten und sie zeugen. Das zweite Mädchen ist Hiiro, die zukünftige Tochter von Saku aus einer Beziehung mit Kuran. Als dritte Tochter kommt Moegi hinzu, die aus der Beziehung von Saku mit Mebuki Kozue, seiner Klassensprecherin, entstehen wird. Hiiro und Moegi haben das gleiche Anliegen wie Kiiro: Sie fürchten um ihre jeweilige zukünftige Existenz und sind daher bemüht, ihre Zeugung durch Saku mit ihren jeweiligen Mütter zu befördern und die Beziehung Sakus mit den anderen Müttern zu boykottieren. Dabei ist ihnen jedes Mittel recht, einschließlich solcher fantastischen, die erst in der Zukunft existieren werden.
Später taucht noch eine vierte Tochter, Cerulea, auf, die Saku anfangs kastrieren will, damit sie nie geboren wird. Der Grund dafür ist, dass Saku die angesehene Familie ihrer deutschen Mutter Rosemarie zugrunde gerichtet hat, was ihr und ihrer Mutter großes Leid zufügte, und sie sich deshalb wünscht, nie geboren worden zu sein. Cerulea lässt von ihrem Vorhaben, beeindruckt von der Freundlichkeit Sakus, dann jedoch ab. Rosemarie will mit Saku ein Kind zeugen, weil dieser in der Akasha-Chronik fehlt und durch ein Kind mit ihr, die aus einer bedeutenden Familie stammt, seine Existenz in der Chronik zwangsläufig auftauchen wird. In der Gegenwart ignoriert sie zunächst ihre zukünftige Tochter, vernarrt sich dann jedoch in sie.
Gegen Ende der Geschichte erscheint eine weitere Figur, Rausu, aus einer anderen Zukunft, in der Saku sich nicht für eine Frau entscheiden konnte. In dieser Zukunft hat er sich von der Menschheit ab- und der Robotik zugewandt, wobei durch die von ihm entwickelte KI (künstliche Intelligenz) die Menschheit zerstört wird. Rausu zwingt Saku schließlich, eine Entscheidung zu treffen. Er kommt zu dem Ergebnis, dass er alle seine potentiellen Bräute liebt, so dass die Zukunft aller Töchter gesichert ist.

## Charaktere
Saku Sakuraga (桜我 咲久, Sakuraga Saku)
Sprecher: Asami Sanada
Saku ist der 15-jährige Protagonist der Geschichte dessen markantester Charakterzug es ist, vor allen Problemen wegzulaufen.
Karin (花凛)
Sprecher: Eri Kitamura
Karin ist die 15-jährige Sandkastenfreundin von Saku. Sie kümmert sich um Saku und ist um ihn besorgt, allerdings neigt sie zur Gewalt, wenn Saku unangebrachte Bemerkungen macht. Sie wird von ihrer Mutter gezwungen, in ein Apartment neben dem von Saku zu ziehen, wo sie mit ihrer zukünftigen Tochter Kiiro lebt.
Kiiro (きぃろ, dt. „Gelb“)
Sprecher: Tae Okajima
Kiiro ist Sakus und Karins zukünftige Tochter, ihre Eltern nennt sie Papan (パパン) und Maman (ママン). Um ein Ergebnis zu erzwingen, verwendet sie oft Hilfsmittel aus der Zukunft, deren Anwendung häufig schiefläuft. In ihrer Zukunft sind Saku und Karin reiche Leute. Sie liebt Curry-Gerichte und trägt ihrem Namen gemäß einen gelben Anzug und Hut.
Mirin (美凛)
Mirin ist Karins Mutter und versucht einerseits, Saku und Karin zusammenzubringen, andererseits aber auch, Saku selbst zu verführen.
Kuran (紅蘭)
Sprecher: Kaori Shimizu
Kuran ist Sakus gleichaltrige Cousine. Sie ist introvertiert, sehr gutmütig, etwas naiv, liebt Saku bedingungslos, würde alles für ihn tun und wollte schon am Anfang, bevor die Töchter auftauchten, Sakus Braut werden. Ihre Zuneigung äußert sich zum Beispiel darin, dass, als bei einem von Kiiro eingesetzten Mittel aus der Zukunft, einem Spray mit dem durch Zellteilung für jede Braut ein eigener Saku entstehen sollte, auch eine schwachsinnige Kopie von ihm entsteht, sie als einzige diese dennoch liebt. Sie ist hochgewachsen, hat große Brüste und wird generell als eher mütterlicher Charakter beschrieben. Zudem lebt sie mit Saku und Hiiro zusammen in einem Apartment, wo sie ihn ständig verwöhnt, d. h. ihn bekocht, für ihn wäscht, sein Essen warmpustet und sogar seine Videospielfiguren auflevelt.
Hiiro (ヒィロ, dt. „Feuerrot“)
Sprecher: Asami Imai
Hiiro ist Sakus und Kurans zukünftige Tochter. Sie unterscheidet sich vom Charakter und ihrem Aussehen stark von Kuran, zeigt selten Gefühle und ist eher distanziert. Dies äußert sich auch in ihren Anreden, so nennt sie Saku „Vaterperson“ (父の人, chichi no hito), Kuran „Mutterperson“ (母の人, haha no hito), Kiiro „gelbe Person“ (黄色い人, kiiroi hito), Moegi „grüne Person“ (緑の人, midori no hito) und Cerulea „blaue Person“ (青い人, aoi hito). Im Inneren ist sie allerdings gutmütig, was sich darin zeigt, dass sie ihre Mutter und auch Katzen sehr liebt. Sie ist oft diejenige, die die introvertierte Kuran antreibt, etwas aktiver bei Saku Eindruck zu machen. In ihrer Zukunft führen Saku und Kuran ein normales Leben. Sie trägt, ihrem Namen gemäß, einen roten Anzug, sowie Katzenohren und einen Katzenschwanz.
Mebuki Kozue (梢 芽吹, Kozue Mebuki)
Sprecher: Ai Shimizu
Sie ist die Klassensprecherin (委員長, iinchō) von Saku. Sie ist kleinwüchsig und hat eher die Figur einer Grundschülerin, was ihr diesbezüglich einen Minderwertigkeitskomplex beschert. Ihre Mitschüler machen sich über sie lustig und bezeichnen sie als iinshō (委員小), wobei der Wortteil für „Anführer (des Klassenkomitees)“ durch „klein“ ersetzt wurde. Sie ist eine ernste und anständige Person und achtet darauf, dass auch andere sich stets anständig benehmen. Wenn sie allerdings in eine äußerst peinliche zwischenmenschliche Lage kommt, gerät sie außer Kontrolle und ihr Verhalten verändert sich grundlegend dahingehend, dass sie sexuell sehr forsch wird.
Moegi (もぇぎ, dt. „Hellgrün“)
Sprecher: Nozomi Chikamura
Moegi ist die zukünftige Tochter von Saku und Mebuki. Sie ist die Älteste unter den Töchtern und etwa im selben Alter wie Saku und seine potentiellen Bräute. Sie ist das Gegenteil ihrer Mutter, dahingehend, dass sie große Brüste hat, nicht sehr gescheit und unanständig ist. Dies führt dazu, dass sie oft von Mebuki, die als strenge Mutter beschrieben wird, gemaßregelt oder gar der Hintern versohlt wird. Sie redet ihre Eltern vergleichsweise normal mit Tō-san (とーさん) für Saku und Kā-san (かーさん) für Mebuki an. In ihrer Zukunft ist Saku ein arbeitsloser Alkoholiker und Mebuki bringt die Familie mehr schlecht als recht mit Gelegenheitsjobs durch. Moegi trägt ihrem Namen gemäß Kleidung mit grünen Elementen.
Cerulea Sakuraga Kräuselung (セルリァ・桜我・クロイゼルング, Seruria Sakuraga Kuroizerungu)
Cerulea ist die zukünftige Tochter von Saku und Rosemarie und gehört mit Kiiro zu den am jüngsten aussehenden Töchtern. Sie hat ein unschuldiges und höfliches Wesen, weshalb sie Saku als Tō-sama (父様, „verehrter Vater“) und Rosemarie Kā-sama (母様, „verehrte Mutter“) bezeichnet. Sie wird von Saku als Engel bezeichnet und dient als Stimme der Vernunft für ihre aufbrausende Mutter. Ihr Farbmotiv ist blau, wie auch ihr Name andeutet.
Rosemarie Kräuselung (ローゼマリー・クロイゼルング, Rōzemarī Kuroizerungu)
Rosemarie stammt aus einer angesehenen deutschen Exorzistenfamilie. Sie konnte ursprünglich mit ihrer Tochter Cerulea nichts anfangen. Nachdem sie sie aber genau anschaute, vernarrte sie sich in sie, weshalb Cerulea auch die einzige ist, von der sich die äußerst aufbrausende Rosemarie etwas sagen lässt.
Mobu (茂部)
Mobu ist eine Mitschülerin von Saku. Sie ist äußerst naiv und leichtgläubig, schwimmt leicht mit dem Strom und wird später auch als unanständig beschrieben.
Rausu (ラウス)
Rausu ist eine Androidin, die vom Saku in einer Zukunft, wo er sich für keine Frau entscheiden konnte und menschenfeindlich wurde, als Assistentin geschaffen wurde. Zuerst erscheint sie als Gegnerin, die die Zukunft aller Töchter zerstören möchte. Allerdings ist ihre Absicht, dass Saku sich entscheidet, da sie der Meinung ist, dass der zukünftige Saku, dessen Menschenhass schließlich indirekt die Menschheit vernichtete, sie deshalb in Menschenform erschaffen habe, weil er in seinem Inneren doch noch Hoffnung in die Menschheit hatte.

## Veröffentlichungen
Der Manga erschien zuerst in Akita Shotens Seinen-Manga-Magazin Champion Red Ichigo ab Ausgabe 4 (5. Oktober 2007). Dort erschien es alle zwei Monate bis Ausgabe 9 (5. August 2008). Danach wechselte der Manga in das monatlich erscheinende Muttermagazin Champion Red, das monatlich erscheint, und lief dort von Ausgabe 12/2008 (19. Oktober 2008) bis 10/2011 (19. August 2011).
Die Kapitel wurden dann in sechs Sammelbänden (Tankōbon) zusammengefasst, wobei Band 1 alle Kapitel aus Champion Red Ichigo enthält:
1. 20. Oktober 2008, ISBN 978-4-253-23401-6.
2. 19. Juni 2009, ISBN 978-4-253-23402-3.
3. 20. Januar 2010, ISBN 978-4-253-23403-0.
4. 20. August 2010, ISBN 978-4-253-23404-7.
5. 20. April 2011, ISBN 978-4-253-23405-4.
6. 20. Oktober 2011, ISBN 978-4-253-23406-1.

Die Kapitelnummerierung der Reihe ist in der Magazin- und Sammelbandveröffentlichung jeweils unterschiedlich. Bei den Magazinkapiteln begann mit dem Magazinwechsel die Nummerierung wieder von vorne. Zudem wurde in Ausgabe 2/2010 vergessen, die Nummerierung hochzuzählen, was erst in Ausgabe 9/2010 korrigiert wurde. Bei den Sammelbänden wurden die 41 Kapitel dagegen kontinuierlich hochzählt.
Der Ausgabe 9/2010 (19. Juli 2010) der Champion Red lag zusätzlich eine Hörspiel-CD zu Yomeiro-Choice bei.

## Konzeption
Tenklas ursprüngliche Idee war es, eine „leicht erotische Harem-Romantische-Komödie“ zu schaffen. Um diese „leichte Erotik“ zu erreichen, kam er auf die Idee, die übliche Harems- bzw. romantische Komödie um das Szenario mit den Töchtern anzureichern. Das Vehikel der romantischen Komödie findet sich vor allem in den Kapiteln aus dem ersten Band bzw. den in Champion Red Ichigo erschienenen. Dagegen stehen nach dem Wechsel in die Champion Red die Gags im Vordergrund, die bedingt durch die Grundhandlung häufig sexueller Natur mit nur wenig Zurückhaltung sind, und sich teilweise an der Grenze zur Pornografie befinden. Aus diesem Grund wurden alle Bände von der Präfektur Nagasaki nach der dortigen Jugendschutzverordnung als jugendgefährdend eingestuft.